# Towarzysze broni
Towarzysze broni (fr. La grande illusion) – francuski dramat filmowy z 1937 roku w reżyserii Jeana Renoira, opowiadający o losach jeńców francuskich w niemieckim obozie podczas I wojny światowej.
W 1995 roku, z okazji stulecia narodzin kina, film znalazł się na watykańskiej liście 45 filmów fabularnych, które propagują szczególne wartości religijne, moralne lub artystyczne.

## Obsada
- Jean Gabin jako porucznik Maréchal
- Pierre Fresnay jako kapitan de Boëldieu
- Erich von Stroheim jako kapitan a następnie major von Rauffenstein
- Marcel Dalio jako porucznik Rosenthal
- Julien Carette jako aktor Cartier
- Gaston Modot jako inżynier geodeta
- Dita Parlo jako Elsa
- Georges Péclet jako ślusarz
- Werner Florian jako sierżant Kantz (Arthur)
- Jean Dasté jako nauczyciel
- Sylvain Itkine jako porucznik Demolder (Pindare)
- Jacques Becker jako angielski oficer
- Habib Benglia jako Senegalczyk
- Pierre Blondy  jako żołnierz
- Albert Brouett jako żołnierz
- Roger Forster jako Maison-Neuve
- Georges Fronval jako niemiecki żołnierz który zabił kapitana de Boëldieu
- Karl Heil jako oficer w fortecy
- Carl Koch jako żandarm polowy (ordynans von Rauffensteina)
- Mała Peters jako Lotte, wnuczka Elsy
- Claude Sainval jako kapitan Ringis
- Michel Salina
- Claude Vernier jako pruski oficer